# حامد حمدان
حامد حمدان، حكم كرة قدم عماني دولي سابق.
و قد حكم في كأس الخليج 1984، وقد أدار مباراة منتخب الكويت لكرة القدم ومنتخب البحرين لكرة القدم في 12 مارس 1984، وقد أدار مباراة منتخب العراق لكرة القدم ومنتخب البحرين لكرة القدم في 20 مارس 1984.